# Otávio Júnior
Otávio Júnior (Rio de Janeiro, 1983) é um escritor, ator, contador de histórias e produtor teatral brasileiro que ficou conhecido por abrir a primeira biblioteca nas favelas do Complexo do Alemão e no Complexo da Penha, no estado do Rio de Janeiro.
Nasceu e mora no Complexo do Alemão, onde faz muitos projetos com leitura, e no Complexo da Penha também. 

## Prêmios
- 2012 – Madre Teresa de Calcutá 201, na Argentina, por serviço à comunidade[3]
- 2008 – Prêmio Faz Diferença, do jornal O Globo[4]
- 2020 – Prêmio Jabuti[5][6]

## Livros
- De passinho em passinho: Um livro para dançar e sonhar (ilustração de Bruna Lubambo) – Companhia das Letrinhas, 2021 ISBN 978-8574069500
- Morro dos ventos (ilustração de Letícia Moreno) – Editora do Brasil, 2020 ISBN 978-8510082211
- O chefão lá do morro (ilustração de Angelo Abu) – Yellowfante, 2020 ISBN 978-8551307366
- Grande circo favela (ilustração de Roberta Nunes) – Estrela Cultural, 2019 ISBN 978-8545559603
- Da minha janela (ilustração de Vanina Starkoff) – Companhia das Letrinhas, 2019 ISBN 978-8574068749
- O garoto da camisa vermelha (ilustração de Angelo Abu) – Yellowfante, 2019 ISBN 978-8551306871
- O livreiro do alemão – Panda Books, 2011 ISBN 978-8578881030

## Obras publicadas no exterior
- From My Window (translation by Beatriz C. Dias, illustration by Vanina Starkoff) – Barefoot Books, 2020 (inglês) ISBN 978-1782859772
- Le libraire de la favela (traduction de Paula Anacaona, illustrations de André Diniz) – Editions Anacaona, Collection Junior, 2017 (francês) ISBN 978-2918799887
- Biblioteca Favela (traducción de Víctor David López e Aline Pereira da Encarnação) – Ediciones Ambulantes Colección Cuatro Mil Millas, 2012, Espanha (espanhol) ISBN 978-8493906238